# Крайнов, Борис Сергеевич
Борис Сергеевич Крайнов (1923—1943) — комсомолец, командир партизанской диверсионно-разведывательной группы, в которую входила Зоя Космодемьянская.

## Биография
Родился в 1923 году в Ярославле. Вырос в деревне Синдяково, недалеко от Ярославля. Учился в Цеденевской и Сенчуговской школах.
После семилетней школы окончил курсы инструкторов физической культуры в Горьком, после чего работал учителем физкультуры в ярославской школе № 54.
В 19 лет был секретарём Ярославского горкома комсомола, сопровождал первую группу добровольцев в Москву. В середине октября 1941 года принял командование партизанским отрядом в/ч 9903. Руководил разведывательной группой, в которой находилась Зоя Космодемьянская. В течение октября — декабря 1941 года трижды водил группы в тыл противника в Подмосковье.
В первом походе, который длился с 16 октября по 7 ноября, отряд Крайнова минировал шоссейные дороги, рвал связь, вел разведку местности.
Второй поход состоялся в конце ноября 1941 года, Крайнов решает поджечь штаб пехотного полка 197-й пехотной дивизии Вермахта в Петрищево. В ночь с 27 на 28 ноября Крайнову удалось поджечь жилой дом и уйти незамеченным, Зоя была направлена к конюшням, но после поджога к месту сбора не вернулась.
В январе 1942 года был с группой под Смоленском в районе Пустой Вторник. Летом 1942 года занимался диверсионной деятельностью в Белоруссии — в районе Полоцка-Витебска-Невеля. Небольшая группа Крайнова за три месяца подорвала 12 железнодорожных эшелонов и 22 автомашины, разрушила несколько мостов и маслозаводов, организовала две партизанские бригады.
21 января 1943 года Крайнов был откомандирован в части действующий армии, в 1943 году в звании младшего сержанта он воевал во 2-м воздушно-десантном полку 3-й гвардейской воздушно-десантной дивизии в должности командира отделения.
5 марта 1943 года десантник Борис Крайнов погиб в бою под Старой Руссой в районе деревни Кошельки, спасая своего боевого товарища — Александра Фадеева.
Деревня Кошельки 57°40′11″ с. ш. 31°19′28″ в. д.на речке Порусья была сожжена оккупантами в 1943 году, до 1952 года местность вокруг деревни оставалась заминированной. Останки погибших были перевезены в соседнее Красное Ефремово (ранее Ефремово, Офремовский погост), сейчас урочище Красное Ефремово57°40′49″ с. ш. 31°19′57″ в. д., южнее Цапово и захоронены на местном кладбище.

## Семья
- Мать — Александра Васильевна Крайнова[10]
- Брат — Анатолий Сергеевич Крайнов[11]

## Память
В Ярославле в 2015 году появилась улица Бориса Крайнова.